# 18e étape du Tour d'Italie 2021
Pour un article plus général, voir Tour d'Italie 2021.
La 18e étape du Tour d'Italie 2021 se déroule le jeudi 27 mai 2021 entre Rovereto et Stradella, sur une distance de 231 km.

## Profil de l'étape
Cette étape de la plaine du Pô est la plus longue du Giro 2021 (231 kilomètres). Elle ne présente que peu de relief sauf dans les 30 derniers kilomètres légèrement plus vallonnés.

## Déroulement de la course
C'est à environ 200 kilomètres du terme que la bonne échappée prend forme. Elle est constituée de 23 coureurs représentant 16 équipes différentes. Le mieux classé au classement général est l'Espagnol Gorka Izagirre (Astana) pointé à plus de 57 minutes du maillot rose Egan Bernal. L'avance des fuyards ne cesse de croître pour atteindre un avantage de plus de 23 minutes à l'arrivée. Le peloton emmené par l'équipe Ineos-Grenadiers laisse filer les échappés et économise ses forces en vue des trois dernières étapes (deux étapes de montagne et un contre-la-montre) qui seront très exigeantes. À partir du km 32 avant l'arrivée, alors que le parcours présente plus de relief dont une côte de 4ème catégorie, quelques attaques fusent dans le groupe des échappés mais sans résultat probant. À 26 kilomètres de l'arrivée, le Français Rémi Cavagna (Deceuninck Quick Step) part seul à l'attaque et augmente régulièrement son avance sur ses poursuivants pour compter 30 secondes à 14 kilomètres du but. Derrière le Français, l'Italien Alberto Bettiol (Education First) contre-attaque. Rejoint un moment par Nicolas Roche (DSM), Bettiol distance l'Irlandais dans la dernière montée puis rejoint et dépasse Cavagna à 6,8 kilomètres de l'arrivée pour s'en aller seul vers la victoire. Alberto Bettiol maintient un écart suffisant et l'emporte en solitaire à Stradella.

## Résultats

### Classement de l'étape
| \| Classement de l'étape \| Classement de l'étape \| Classement de l'étape \| Classement de l'étape \| Classement de l'étape \| \| Coureur \| Coureur \| Pays \| Équipe \| Temps \| \| --------------------- \| --------------------- \| --------------------- \| --------------------------- \| --------------------- \| \| 1er \| Alberto Bettiol \| Italie \| EF Education-Nippo \| 5 h 14 min 43 s \| \| 2e \| Simone Consonni \| Italie \| Cofidis \| + 17 s \| \| 3e \| Nicolas Roche \| Irlande \| Team DSM \| + 18 s \| \| 4e \| Nikias Arndt \| Allemagne \| Team DSM \| + 18 s \| \| 5e \| Diego Ulissi \| Italie \| UAE Team Emirates \| + 18 s \| \| 6e \| Samuele Battistella \| Italie \| Astana-Premier Tech \| + 18 s \| \| 7e \| Filippo Zana \| Italie \| Bardiani CSF Faizanè \| + 18 s \| \| 8e \| Natnael Tesfatsion \| Érythrée \| Androni Giocattoli-Sidermec \| + 18 s \| \| 9e \| Rémi Cavagna \| France \| Deceuninck-Quick Step \| + 24 s \| \| 10e \| Jacopo Mosca \| Italie \| Trek-Segafredo \| + 1 min 12 s \| |                     |           |                             |                 |
| |                     |           |                             |                 |
| Source : ProCyclingStats |                     |           |                             |                 |
| Classement de l'étape |                     |           |                             |                 |
| Coureur | Coureur             | Pays      | Équipe                      | Temps           |
| 1er | Alberto Bettiol     | Italie    | EF Education-Nippo          | 5 h 14 min 43 s |
| 2e | Simone Consonni     | Italie    | Cofidis                     | + 17 s          |
| 3e | Nicolas Roche       | Irlande   | Team DSM                    | + 18 s          |
| 4e | Nikias Arndt        | Allemagne | Team DSM                    | + 18 s          |
| 5e | Diego Ulissi        | Italie    | UAE Team Emirates           | + 18 s          |
| 6e | Samuele Battistella | Italie    | Astana-Premier Tech         | + 18 s          |
| 7e | Filippo Zana        | Italie    | Bardiani CSF Faizanè        | + 18 s          |
| 8e | Natnael Tesfatsion  | Érythrée  | Androni Giocattoli-Sidermec | + 18 s          |
| 9e | Rémi Cavagna        | France    | Deceuninck-Quick Step       | + 24 s          |
| 10e | Jacopo Mosca        | Italie    | Trek-Segafredo              | + 1 min 12 s    |

### Points attribués pour le classement par points
| Sprint intermédiaire Crémone (km 134,2) | Sprint intermédiaire Crémone (km 134,2) | Sprint intermédiaire Crémone (km 134,2) | Sprint intermédiaire Crémone (km 134,2) | Sprint intermédiaire Crémone (km 134,2) |
| --------------------------------------- | --------------------------------------- | --------------------------------------- | --------------------------------------- | --------------------------------------- |
|                                         | Coureur                                 | Pays                                    | Équipe                                  | Point(s)                                |
| 1er                                     | Gianni Vermeersch                       | Belgique                                | Alpecin-Fenix                           | 12                                      |
| 2e                                      | Simon Pellaud                           | Suisse                                  | Androni Giocattoli-Sidermec             | 8                                       |
| 3e                                      | Samuele Rivi                            | Italie                                  | Eolo-Kometa                             | 6                                       |
| 4e                                      | Stefano Oldani                          | Italie                                  | Lotto-Soudal                            | 5                                       |
| 5e                                      | Nicolas Roche                           | Irlande                                 | Team DSM                                | 4                                       |
| 6e                                      | Simone Consonni                         | Italie                                  | Cofidis                                 | 3                                       |
| 7e                                      | Maximiliano Richeze                     | Argentine                               | UAE Team Emirates                       | 2                                       |
| 8e                                      | Gianni Moscon                           | Italie                                  | Ineos Grenadiers                        | 1                                       |
| modifier                                |                                         |                                         |                                         |                                         |

| Arrivée d'étape Stradella (km 231) | Arrivée d'étape Stradella (km 231) | Arrivée d'étape Stradella (km 231) | Arrivée d'étape Stradella (km 231) | Arrivée d'étape Stradella (km 231) |
| ---------------------------------- | ---------------------------------- | ---------------------------------- | ---------------------------------- | ---------------------------------- |
|                                    | Coureur                            | Pays                               | Équipe                             | Point(s)                           |
| 1er                                | Alberto Bettiol                    | Italie                             | EF Education-Nippo                 | 50                                 |
| 2e                                 | Simone Consonni                    | Italie                             | Cofidis                            | 35                                 |
| 3e                                 | Nicolas Roche                      | Irlande                            | Team DSM                           | 25                                 |
| 4e                                 | Nikias Arndt                       | Allemagne                          | Team DSM                           | 18                                 |
| 5e                                 | Diego Ulissi                       | Italie                             | UAE Emirates                       | 14                                 |
| 6e                                 | Samuele Battistella                | Italie                             | Astana-Premier Tech                | 12                                 |
| 7e                                 | Filippo Zana                       | Italie                             | Bardiani CSF Faizanè               | 10                                 |
| 8e                                 | Natnael Tesfatsion                 | Érythrée                           | Androni Giocattoli-Sidermec        | 8                                  |
| 9e                                 | Rémi Cavagna                       | France                             | Deceuninck-Quick Step              | 7                                  |
| 10e                                | Jacopo Mosca                       | Italie                             | Trek-Segafredo                     | 6                                  |
| 11e                                | Stefano Oldani                     | Italie                             | Lotto-Soudal                       | 5                                  |
| 12e                                | Dario Cataldo                      | Italie                             | Movistar                           | 4                                  |
| 13e                                | Simon Pellaud                      | Suisse                             | Androni Giocattoli-Sidermec        | 3                                  |
| 14e                                | Andrea Vendrame                    | Italie                             | AG2R Citroën                       | 2                                  |
| 15e                                | Nico Denz                          | Allemagne                          | Team DSM                           | 1                                  |
| modifier                           |                                    |                                    |                                    |                                    |

### Points attribués pour le classement du meilleur grimpeur
| \| Castana (km 208,6) 4e catégorie (5 km à 4,2%) \| Castana (km 208,6) 4e catégorie (5 km à 4,2%) \| Castana (km 208,6) 4e catégorie (5 km à 4,2%) \| Castana (km 208,6) 4e catégorie (5 km à 4,2%) \| Castana (km 208,6) 4e catégorie (5 km à 4,2%) \| \| --------------------------------------------- \| --------------------------------------------- \| --------------------------------------------- \| --------------------------------------------- \| --------------------------------------------- \| \| \| Coureur \| Pays \| Équipe \| Point(s) \| \| 1er \| Rémi Cavagna \| France \| Deceuninck-Quick Step \| 3 \| \| 2e \| Patrick Bevin \| Nouvelle-Zélande \| Israel Start-Up Nation \| 2 \| \| 3e \| Diego Ulissi \| Italie \| UAE Emirates \| 1 \| \| modifier \| \| \| \| \| |               |                  |                        |          |
| Castana (km 208,6) 4e catégorie (5 km à 4,2%) |               |                  |                        |          |
| | Coureur       | Pays             | Équipe                 | Point(s) |
| 1er | Rémi Cavagna  | France           | Deceuninck-Quick Step  | 3        |
| 2e | Patrick Bevin | Nouvelle-Zélande | Israel Start-Up Nation | 2        |
| 3e | Diego Ulissi  | Italie           | UAE Emirates           | 1        |
| modifier |               |                  |                        |          |

### Points attribués pour le classement des sprints intermédiaires
| Sprint intermédiaire Crémone (km 134,2) | Sprint intermédiaire Crémone (km 134,2) | Sprint intermédiaire Crémone (km 134,2) | Sprint intermédiaire Crémone (km 134,2) | Sprint intermédiaire Crémone (km 134,2) |
| --------------------------------------- | --------------------------------------- | --------------------------------------- | --------------------------------------- | --------------------------------------- |
|                                         | Coureur                                 | Pays                                    | Équipe                                  | Point(s)                                |
| 1er                                     | Gianni Vermeersch                       | Belgique                                | Alpecin-Fenix                           | 10                                      |
| 2e                                      | Simon Pellaud                           | Suisse                                  | Androni Giocattoli-Sidermec             | 6                                       |
| 3e                                      | Samuele Rivi                            | Italie                                  | Eolo-Kometa                             | 3                                       |
| 4e                                      | Stefano Oldani                          | Italie                                  | Lotto-Soudal                            | 2                                       |
| 5e                                      | Nicolas Roche                           | Irlande                                 | Team DSM                                | 1                                       |
| modifier                                |                                         |                                         |                                         |                                         |

| Sprint intermédiaire Broni (km 222) | Sprint intermédiaire Broni (km 222) | Sprint intermédiaire Broni (km 222) | Sprint intermédiaire Broni (km 222) | Sprint intermédiaire Broni (km 222) |
| ----------------------------------- | ----------------------------------- | ----------------------------------- | ----------------------------------- | ----------------------------------- |
|                                     | Coureur                             | Pays                                | Équipe                              | Point(s)                            |
| 1er                                 | Rémi Cavagna                        | France                              | Deceuninck-Quick Step               | 10                                  |
| 2e                                  | Alberto Bettiol                     | Italie                              | EF Education-Nippo                  | 6                                   |
| 3e                                  | Rémy Rochas                         | France                              | Cofidis                             | 3                                   |
| 4e                                  | Diego Ulissi                        | Italie                              | UAE Emirates                        | 2                                   |
| 5e                                  | Samuele Battistella                 | Italie                              | Astana-Premier Tech                 | 1                                   |
| modifier                            |                                     |                                     |                                     |                                     |

### Bonifications
|   | Coureur         | Pays   | Équipe                | Secondes |
| - | --------------- | ------ | --------------------- | -------- |
| 1 | Rémi Cavagna    | France | Deceuninck-Quick Step | 3 s      |
| 2 | Alberto Bettiol | Italie | EF Education-Nippo    | 2 s      |
| 3 | Rémy Rochas     | France | Cofidis               | 1 s      |

|   | Coureur         | Pays    | Équipe             | Secondes |
| - | --------------- | ------- | ------------------ | -------- |
| 1 | Alberto Bettiol | Italie  | EF Education-Nippo | 10 s     |
| 2 | Simone Consonni | Italie  | Cofidis            | 6 s      |
| 3 | Nicolas Roche   | Irlande | Team DSM           | 4 s      |

## Classements à l'issue de l'étape

### Classement général
| \| Classement général \| Classement général \| Classement général \| Classement général \| Classement général \| \| Coureur \| Coureur \| Pays \| Équipe \| Temps \| \| ------------------ \| ------------------ \| ------------------ \| ---------------------- \| ------------------ \| \| 1er \| Egan Bernal \| Colombie \| Ineos Grenadiers \| 77 h 10 min 18 s \| \| 2e \| Damiano Caruso \| Italie \| Bahrain Victorious \| + 2 min 21 s \| \| 3e \| Simon Yates \| Royaume-Uni \| BikeExchange \| + 3 min 23 s \| \| 4e \| Aleksandr Vlasov \| Russie \| Astana-Premier Tech \| + 6 min 03 s \| \| 5e \| Hugh Carthy \| Royaume-Uni \| EF Education-Nippo \| + 6 min 09 s \| \| 6e \| Romain Bardet \| France \| Team DSM \| + 6 min 31 s \| \| 7e \| Daniel Martínez \| Colombie \| Ineos Grenadiers \| + 7 min 17 s \| \| 8e \| João Almeida \| Portugal \| Deceuninck-Quick Step \| + 8 min 45 s \| \| 9e \| Tobias Foss \| Norvège \| Jumbo-Visma \| + 9 min 18 s \| \| 10e \| Dan Martin \| Irlande \| Israel Start-Up Nation \| + 13 min 37 s \| |                  |             |                        |                  |
| |                  |             |                        |                  |
| Source : ProCyclingStats |                  |             |                        |                  |
| Classement général |                  |             |                        |                  |
| Coureur | Coureur          | Pays        | Équipe                 | Temps            |
| 1er | Egan Bernal      | Colombie    | Ineos Grenadiers       | 77 h 10 min 18 s |
| 2e | Damiano Caruso   | Italie      | Bahrain Victorious     | + 2 min 21 s     |
| 3e | Simon Yates      | Royaume-Uni | BikeExchange           | + 3 min 23 s     |
| 4e | Aleksandr Vlasov | Russie      | Astana-Premier Tech    | + 6 min 03 s     |
| 5e | Hugh Carthy      | Royaume-Uni | EF Education-Nippo     | + 6 min 09 s     |
| 6e | Romain Bardet    | France      | Team DSM               | + 6 min 31 s     |
| 7e | Daniel Martínez  | Colombie    | Ineos Grenadiers       | + 7 min 17 s     |
| 8e | João Almeida     | Portugal    | Deceuninck-Quick Step  | + 8 min 45 s     |
| 9e | Tobias Foss      | Norvège     | Jumbo-Visma            | + 9 min 18 s     |
| 10e | Dan Martin       | Irlande     | Israel Start-Up Nation | + 13 min 37 s    |

| Classement par points | Classement par points | Classement par points | Classement par points  | Classement par points |
| Coureur               | Coureur               | Pays                  | Équipe                 | Points                |
| --------------------- | --------------------- | --------------------- | ---------------------- | --------------------- |
| 1er                   | Peter Sagan           | Slovaquie             | Bora-Hansgrohe         | 135 pts               |
| 2e                    | Davide Cimolai        | Italie                | Israel Start-Up Nation | 113 pts               |
| 3e                    | Fernando Gaviria      | Colombie              | UAE Team Emirates      | 110 pts               |
| 4e                    | Elia Viviani          | Italie                | Cofidis                | 86 pts                |
| 5e                    | Dries De Bondt        | Belgique              | Alpecin-Fenix          | 63 pts                |
| 6e                    | Simone Consonni       | Italie                | Cofidis                | 60 pts                |
| 7e                    | Egan Bernal           | Colombie              | Ineos Grenadiers       | 59 pts                |
| 8e                    | Alberto Bettiol       | Italie                | EF Education-Nippo     | 53 pts                |
| 9e                    | Nikias Arndt          | Allemagne             | Team DSM               | 53 pts                |
| 10e                   | Edoardo Affini        | Italie                | Jumbo-Visma            | 50 pts                |

| Classement par points | Classement par points | Classement par points | Classement par points  | Classement par points |
| Coureur               | Coureur               | Pays                  | Équipe                 | Points                |
| --------------------- | --------------------- | --------------------- | ---------------------- | --------------------- |
| 1er                   | Peter Sagan           | Slovaquie             | Bora-Hansgrohe         | 135 pts               |
| 2e                    | Davide Cimolai        | Italie                | Israel Start-Up Nation | 113 pts               |
| 3e                    | Fernando Gaviria      | Colombie              | UAE Team Emirates      | 110 pts               |
| 4e                    | Elia Viviani          | Italie                | Cofidis                | 86 pts                |
| 5e                    | Dries De Bondt        | Belgique              | Alpecin-Fenix          | 63 pts                |
| 6e                    | Simone Consonni       | Italie                | Cofidis                | 60 pts                |
| 7e                    | Egan Bernal           | Colombie              | Ineos Grenadiers       | 59 pts                |
| 8e                    | Alberto Bettiol       | Italie                | EF Education-Nippo     | 53 pts                |
| 9e                    | Nikias Arndt          | Allemagne             | Team DSM               | 53 pts                |
| 10e                   | Edoardo Affini        | Italie                | Jumbo-Visma            | 50 pts                |

| Classement de la montagne | Classement de la montagne | Classement de la montagne | Classement de la montagne | Classement de la montagne |
| Coureur                   | Coureur                   | Pays                      | Équipe                    | Points                    |
| ------------------------- | ------------------------- | ------------------------- | ------------------------- | ------------------------- |
| 1er                       | Geoffrey Bouchard         | France                    | AG2R Citroën Team         | 180 pts                   |
| 2e                        | Egan Bernal               | Colombie                  | Ineos Grenadiers          | 109 pts                   |
| 3e                        | Dan Martin                | Irlande                   | Israel Start-Up Nation    | 79 pts                    |
| 4e                        | Bauke Mollema             | Pays-Bas                  | Trek-Segafredo            | 53 pts                    |
| 5e                        | Lorenzo Fortunato         | Italie                    | Eolo-Kometa               | 52 pts                    |
| 6e                        | Damiano Caruso            | Italie                    | Bahrain Victorious        | 41 pts                    |
| 7e                        | Dries De Bondt            | Belgique                  | Alpecin-Fenix             | 39 pts                    |
| 8e                        | João Almeida              | Portugal                  | Deceuninck-Quick Step     | 30 pts                    |
| 9e                        | Jan Tratnik               | Slovénie                  | Bahrain Victorious        | 26 pts                    |
| 10e                       | Romain Bardet             | France                    | Team DSM                  | 22 pts                    |

| Classement de la montagne | Classement de la montagne | Classement de la montagne | Classement de la montagne | Classement de la montagne |
| Coureur                   | Coureur                   | Pays                      | Équipe                    | Points                    |
| ------------------------- | ------------------------- | ------------------------- | ------------------------- | ------------------------- |
| 1er                       | Geoffrey Bouchard         | France                    | AG2R Citroën Team         | 180 pts                   |
| 2e                        | Egan Bernal               | Colombie                  | Ineos Grenadiers          | 109 pts                   |
| 3e                        | Dan Martin                | Irlande                   | Israel Start-Up Nation    | 79 pts                    |
| 4e                        | Bauke Mollema             | Pays-Bas                  | Trek-Segafredo            | 53 pts                    |
| 5e                        | Lorenzo Fortunato         | Italie                    | Eolo-Kometa               | 52 pts                    |
| 6e                        | Damiano Caruso            | Italie                    | Bahrain Victorious        | 41 pts                    |
| 7e                        | Dries De Bondt            | Belgique                  | Alpecin-Fenix             | 39 pts                    |
| 8e                        | João Almeida              | Portugal                  | Deceuninck-Quick Step     | 30 pts                    |
| 9e                        | Jan Tratnik               | Slovénie                  | Bahrain Victorious        | 26 pts                    |
| 10e                       | Romain Bardet             | France                    | Team DSM                  | 22 pts                    |

| Classement du meilleur jeune | Classement du meilleur jeune | Classement du meilleur jeune | Classement du meilleur jeune | Classement du meilleur jeune |
| Coureur                      | Coureur                      | Pays                         | Équipe                       | Temps                        |
| ---------------------------- | ---------------------------- | ---------------------------- | ---------------------------- | ---------------------------- |
| 1er                          | Egan Bernal                  | Colombie                     | Ineos Grenadiers             | 77 h 10 min 18 s             |
| 2e                           | Aleksandr Vlasov             | Russie                       | Astana-Premier Tech          | + 6 min 03 s                 |
| 3e                           | Daniel Martínez              | Colombie                     | Ineos Grenadiers             | + 7 min 17 s                 |
| 4e                           | João Almeida                 | Portugal                     | Deceuninck-Quick Step        | + 8 min 45 s                 |
| 5e                           | Tobias Foss                  | Norvège                      | Jumbo-Visma                  | + 9 min 18 s                 |
| 6e                           | Attila Valter                | Hongrie                      | Groupama-FDJ                 | + 35 min 12 s                |
| 7e                           | Lorenzo Fortunato            | Italie                       | Eolo-Kometa                  | + 38 min 31 s                |
| 8e                           | Michael Storer               | Australie                    | Team DSM                     | + 1 h 36 min 47 s            |
| 9e                           | Einer Rubio                  | Colombie                     | Movistar Team                | + 1 h 43 min 37 s            |
| 10e                          | Alessandro Covi              | Italie                       | UAE Team Emirates            | + 1 h 46 min 33 s            |

| Classement du meilleur jeune | Classement du meilleur jeune | Classement du meilleur jeune | Classement du meilleur jeune | Classement du meilleur jeune |
| Coureur                      | Coureur                      | Pays                         | Équipe                       | Temps                        |
| ---------------------------- | ---------------------------- | ---------------------------- | ---------------------------- | ---------------------------- |
| 1er                          | Egan Bernal                  | Colombie                     | Ineos Grenadiers             | 77 h 10 min 18 s             |
| 2e                           | Aleksandr Vlasov             | Russie                       | Astana-Premier Tech          | + 6 min 03 s                 |
| 3e                           | Daniel Martínez              | Colombie                     | Ineos Grenadiers             | + 7 min 17 s                 |
| 4e                           | João Almeida                 | Portugal                     | Deceuninck-Quick Step        | + 8 min 45 s                 |
| 5e                           | Tobias Foss                  | Norvège                      | Jumbo-Visma                  | + 9 min 18 s                 |
| 6e                           | Attila Valter                | Hongrie                      | Groupama-FDJ                 | + 35 min 12 s                |
| 7e                           | Lorenzo Fortunato            | Italie                       | Eolo-Kometa                  | + 38 min 31 s                |
| 8e                           | Michael Storer               | Australie                    | Team DSM                     | + 1 h 36 min 47 s            |
| 9e                           | Einer Rubio                  | Colombie                     | Movistar Team                | + 1 h 43 min 37 s            |
| 10e                          | Alessandro Covi              | Italie                       | UAE Team Emirates            | + 1 h 46 min 33 s            |

| Classement par équipes | Classement par équipes | Classement par équipes | Classement par équipes |
| Équipe                 | Équipe                 | Pays                   | Temps                  |
| ---------------------- | ---------------------- | ---------------------- | ---------------------- |
| 1re                    | Team DSM               | Allemagne              | 231 h 54 min 20 s      |
| 2e                     | Ineos Grenadiers       | Royaume-Uni            | + 5 min 07 s           |
| 3e                     | Trek-Segafredo         | États-Unis             | + 13 min 18 s          |
| 4e                     | Astana-Premier Tech    | Kazakhstan             | + 28 min 53 s          |
| 5e                     | Jumbo-Visma            | Pays-Bas               | + 31 min 47 s          |
| 6e                     | Team BikeExchange      | Australie              | + 49 min 33 s          |
| 7e                     | Movistar Team          | Espagne                | + 52 min 35 s          |
| 8e                     | EF Education-Nippo     | États-Unis             | + 54 min 54 s          |
| 9e                     | Deceuninck-Quick Step  | Belgique               | + 1 h 10 min 34 s      |
| 10e                    | UAE Team Emirates      | Émirats arabes unis    | + 1 h 21 min 39 s      |

| Classement par équipes | Classement par équipes | Classement par équipes | Classement par équipes |
| Équipe                 | Équipe                 | Pays                   | Temps                  |
| ---------------------- | ---------------------- | ---------------------- | ---------------------- |
| 1re                    | Team DSM               | Allemagne              | 231 h 54 min 20 s      |
| 2e                     | Ineos Grenadiers       | Royaume-Uni            | + 5 min 07 s           |
| 3e                     | Trek-Segafredo         | États-Unis             | + 13 min 18 s          |
| 4e                     | Astana-Premier Tech    | Kazakhstan             | + 28 min 53 s          |
| 5e                     | Jumbo-Visma            | Pays-Bas               | + 31 min 47 s          |
| 6e                     | Team BikeExchange      | Australie              | + 49 min 33 s          |
| 7e                     | Movistar Team          | Espagne                | + 52 min 35 s          |
| 8e                     | EF Education-Nippo     | États-Unis             | + 54 min 54 s          |
| 9e                     | Deceuninck-Quick Step  | Belgique               | + 1 h 10 min 34 s      |
| 10e                    | UAE Team Emirates      | Émirats arabes unis    | + 1 h 21 min 39 s      |

## Abandons
- Giulio Ciccone (Trek-Segafredo) : non-partant
- Remco Evenepoel (Deceuninck-Quick Step) : non-partant
- Nick Schultz (BikeExchange): non-partant